# Klassische Reisen
Klassische Reisen ist eine deutschsprachige Buchreihe mit klassischen Werken der Reiseliteratur (in bearbeiteten, teils unvollständigen Volksausgaben), die bei F. A. Brockhaus in Leipzig in den 1980er Jahren bis Anfang der 1990er Jahre erschien. Sie enthält unter anderem Werke von Park; Africanus; Schweinfurth; Meyer; Taleb; Schweigger; Bierbaum; Parrot; Drygalski; Franklin; Tschudi; Wied-Neuwied; Krusenstern; Grümbke; Hoff.

## Bände (Auswahl)
- Johann Leo Africanus: Beschreibung Afrikas, 1984
- Mungo Park: Reisen in des Innere von Afrika, 1984
- Otto Julius Bierbaum: Die Yankeedoodle-Fahrt, 1984
- Friedrich Parrot: Reise zum Ararat, 1985
- Adam Johann von Krusenstern: Reise um die Welt, 1985
- Robert E. Peary: Schlittenreise zum Nordpol, 1985
- Johann von Mandeville: Von seltsamen Ländern und wunderlichen Völkern. Ein Reisebuch von 1356, 1986
- Georg Schweinfurth: Im Herzen von Afrika, 1986
- Salomon Schweigger: Zum Hofe des türkischen Sultans, 1986
- Maximilian Wied-Neuwied: Reise nach Brasilien, 1987
- Mirza Abu Taleb: Reisen in Asien, Afrika und Europa, 1987
- K. E. A. von Hoff und C. W. Jacobs: Der Thüringer Wald, 1987
- John Franklin: Vorstoß in die kanadische Arktis, 1988
- Johann Jakob von Tschudi: Reiseskizzen aus Peru, 1988
- Johann Jacob Grümbke: Streifzüge durch das Rügenland, 1988
- Hans Meyer: Zum Gipfel des Kilimandscharo, 1989
- Erich von Drygalski: Zum Kontinent des eisigen Südens, 1989
- Andreas Georg Friedrich von Rebmann: Kreuzzüge durch einen Teil Deutschlands, 1990
- Ármin Vámbéry: Man nannte mich Reschid Efendi, 1990